# Barnabás Peák
Barnabás Peák (ur. 29 listopada 1998 w Budapeszcie) – węgierski kolarz szosowy.

## Osiągnięcia
Opracowano na podstawie:

2016
- 1. miejsce w mistrzostwach Węgier juniorów (jazda indywidualna na czas)
- 1. miejsce w mistrzostwach Węgier juniorów (start wspólny)
- 1. miejsce w klasyfikacji górskiej GP Général Patton

2017
- 1. miejsce w Belgrad–Banja Luka I
- 2. miejsce w mistrzostwach Węgier (jazda indywidualna na czas)
- 1. miejsce w mistrzostwach Węgier U23 (start wspólny)
- 2. miejsce w Tour de Hongrie
  - 1. miejsce w klasyfikacji młodzieżowej

2018
- 1. miejsce w mistrzostwach Węgier (jazda indywidualna na czas)
- 1. miejsce w mistrzostwach Węgier (start wspólny)

2019
- 1. miejsce na 5. etapie Tour de Normandie
- 3. miejsce w mistrzostwach Węgier (jazda indywidualna na czas)
- 2. miejsce w mistrzostwach Węgier (start wspólny)

2020
- 1. miejsce w mistrzostwach Węgier (jazda indywidualna na czas)

2022
- 2. miejsce w Ronde van Drenthe
- 2. miejsce w mistrzostwach Węgier (jazda indywidualna na czas)
- 3. miejsce w mistrzostwach Węgier (start wspólny)
- 3. miejsce w Visegrad 4 Bicycle Race Grand Prix Hungary

## Rankingi
| Rok             | 2017 | 2018 | 2019  | 2020 | 2021  | 2022 | 2023  | 2024 |
| --------------- | ---- | ---- | ----- | ---- | ----- | ---- | ----- | ---- |
| World Ranking   | 610. | 620. | 1062. | 429. | 1295. | 285. | 1291. | 512. |
| UCI Europe Tour | 352. | 387. | 759.  | 353. | 930.  | 229. | -     | -    |
|                 |      |      |       |      |       |      |       |      |
| Źródło: UCI     |      |      |       |      |       |      |       |      |